# Будесонід
Будесонід (англ. Budesonide, лат. Budesonidum) — синтетичний препарат з групи глюкокортикоїдних гормонів (згідно частини джерел — похідне глюкокортикостикостероїдів), який може застосовуватися як місцево (інгаляційно, інтраназально у вигляді спрею, ректально у вигляді піни), так і перорально. Будесонід уперше запатентований у 1973 році, а як препарат для лікування бронхіальної астми розпочав використовуватися в 1981 році.

## Фармакологічні властивості
Будесонід — синтетичний препарат з групи глюкокортикоїдних гормонів. Препарат має протизапальну, протинабрякову та протиалергічну дію, яка більш виражена при місцевому застосуванні препарату. Після проникнення всередину клітини будесонід взаємодіє зі специфічними рецепторами в цитоплазмі клітини та утворює комплекс, який зв'язується з ДНК та стимулює утворення мРНК, що призводить до змін утворень на рибосомах білків, що відповідають за властивості клітин. Препарат стимулює синтез ліпокортину, що інгібує фермент фосфоліпазу А2, що призводить до пригнічення синтезу простагландинів та лейкотрієнів, що беруть участь у розвитку запальних реакцій. Під впливом будесоніду знижується кількість опасистих клітин у слизовій оболонці бронхів, зменшується набряк епітелію, секреція слизу бронхіальними залозами та гіперреактивність бронхів, знижується кількість запального ексудату та продукція лімфокінів, гальмується міграція макрофагів, знижується інтенсивність процесів інфільтрації та грануляції, наслідком чого є покращення показників функції зовнішнього дихання. Точний механізм дії при хворобі Крона і неспецифічному виразковому коліті точно невідомий, вважається, що він пов'язаний із місцевою протизапальною дією препарату. Оскільки будесонід швидко метаболізується при пероральному застосуванні, для лікування запальних захворювань шлунково-кишкового тракту препарат застосовується або у вигляді капсул з кишковорозчинними гранулами, або у вигляді ректальних форм застосування. Будесонід має значно вищу спорідненість до глюкокортикоїдних рецепторів, ніж інші глюкокортикоїдні сполуки, зокрема преднізолон і беклометазон, окрім того. при його застосуванні спостерігається значно менше пригнічення гіпоталамо-гіпофізарної системи. При інгаляційному застосуванні при бронхіальній астмі будесонід може застосовуватися як самостійний препарат, так і в комбінації з формотеролом, проте комбінація формотерола і будесоніда поступається за ефективністю комбінації беклометазону і формотеролу. Будесонід також застосовується у вигляді спрею для лікування полінозу та поліпозу носа. Окрім того, будесонід застосовується для лікування хронічного аутоімунного гепатиту в комбінації з іншими імунодепресантами як альтернатива застосуванню преднізолону. Як при застосуванні інгаляційних, так і пероральних форм будесоніду спостерігається менша кількість побічних ефектів, ніж при системному застосуванні інших глюкокортикоїдних гормонів, зокрема преднізолону.

### Фармакокінетика
Будесонід добре всмоктується після перорального застосування, проте біодоступність після перорального застосування препарату складає лише 9—13 % Біодоступність при інгаляційному застосуванні становить 73 %. Максимальна концентрація в крові будесоніду при пероральному застосуванні досягається протягом 1—2 годин, при інгаляційному застосуванні протягом 30 хвилин, при ректальному застосуванні протягом 2—3 годин після введення препарату. Препарат добре (на 85—90 %) зв'язується з білками плазми крові. Метаболізується препарат у печінці з утворенням малоактивних метаболітів. Виводиться будесонід з організму як із сечею, так із калом у вигляді метаболітів. Період напіввиведення препарату становить при інгаляційному застосуванні 2—3 години, при пероральному застосуванні 3—4 години, при порушеннях функції печінки цей час може збільшуватися.

## Показання до застосування
Будесонід застосовується при бронхіальній астмі інгаляційно; інтраназально для лікування сезонного та цілорічного полінозу, поліпозу носа та неінфекційних запальних захворювань порожнини носа; ректально та перорально — для лікування хвороби Крона, неспецифічного виразкового коліту і хронічного аутоімунного гепатиту.

## Побічна дія
При пероральному та інгаляційному застосуванні будесоніду спостерігається менша кількість побічних ефектів, ніж при системному застосуванні глюкокортикоїдів. Проте при застосуванні препарату нечасто можуть спостерігатися наступні побічні ефекти:
- Алергічні реакції — шкірний висип, контактний дерматит, петехії та екхімози, червоні стрії, акне, погіршення заживлення ран; дуже рідко — анафілактичні реакція, набряк Квінке, кропив'янка.
- З боку дихальної системи — подразнення слизових оболонок ротової порожнини, глотки або порожнини носа, кандидоз ротової порожнини, бронхоспазм.
- З боку травної системи — нудота, блювання, неприємні відчуття в епігастрії, панкреатит, стероїдні виразки шлунку та дванадцятипалої кишки, запор.
- З боку нервової системи та органів чуттів —можуть спостерігатися головний біль, запаморочення, загальна слабкість, швидка втомлюваність, ейфорія, депресія, подразливість, глаукома, катаракта.
- З боку серцево-судинної системи — підвищення ризику тромбозів, васкуліт, периферичні набряки, артеріальна гіпертензія.
- З боку опорно-рухового апарату — асептичний остеонекроз.
- З боку ендокринної системи та обміну речовин — може спостерігатися порушення толерантності до глюкози, цукровий діабет, уповільнення росту в дітей, пригнічення секреції статевих гормонів (зокрема, імпотенція, аменорея, гірсутизм), пригнічення кіркової речовини наднирників, синдром Кушинга, затримка виведення натрію з організму, збільшення виведення калію.
- Інші побічні ефекти — зниження стійкості до інфекцій.

## Протипокази
Будесонід протипоказаний при підвищеній чутливості до препарату, при годуванні грудьми, цирозі печінки, при важкому перебігу бронхіальної астми, який потребує інтенсивного лікування, в дитячому та підлітковому віці; при лікуванні захворювань травної системи — місцеві кишкові інфекції (як бактеріальні, так і грибкові, паразитарні та вірусні), вагітність.

## Форми випуску
Будесонід випускається у вигляді дозованого аерозолю для інгаляцій у дозуванні по 200 мкг/мл по 200 доз; дозованого порошку для інгаляцій у дозуванні по 100 або 200 мкг/дозу по 100 або 200 доз; суспензії для інгаляцій в ампулах по 2 мл по 250 або 500 мкг/мл; розчину для інгаляцій по 250 або 500 мкг/мл у флаконах по 2,2 мл; у вигляді 0,05 % назальних крапель по 5 і 10 мл; у вигляді назального спрею по 50 або 100 мкг/дозу по 200 доз; кишковорозчинних капсул по 0,003 г; кишковорозчинних таблеток по 0,009 г; ректальної піни по 2 мг/дозу; а також у нефіксованій комбінації з формотеролом у вигляді порошку для інгаляцій.